# Slatomir Sdrawkow
Slatomir Sdrawkow (bulgarisch Златомир Здравков; * 6. April 1985 in Sofia) ist ein ehemaliger bulgarischer Naturbahnrodler. Er startete im Einsitzer und zusammen mit Galabin Bozew im Doppelsitzer und nahm von 2004 bis 2006 an Weltcuprennen sowie an Welt- und Europameisterschaften teil.

## Karriere
Slatomir Sdrawkow nahm im Januar 2004 in Garmisch-Partenkirchen erstmals an Weltcuprennen teil. Dabei erzielte er im Einsitzer als Vorletzter den 37. Platz und im Doppelsitzer mit Galabin Bozew als Letzter den zwölften Rang. In der Saison 2003/2004 waren dies seine einzigen Weltcupstarts. Anschließend nahm er in diesem Winter noch an der Juniorenweltmeisterschaft in Kindberg und an der Europameisterschaft in Hüttau teil, wo er ebenfalls nur Platzierungen im Schlussfeld erreichte. Bei der Junioren-WM wurde er 33. im Einsitzer und Achter im Doppelsitzer und bei der Europameisterschaft 44. im Einsitzer und 16. im Doppelsitzer.
Im nächsten Winter verbesserten sich seine Ergebnisse etwas und am Ende der Saison 2004/2005 erreichte er im Einsitzer-Weltcuprennen in Olang den 31. Platz unter 40 gewerteten Rodlern. Insgesamt war er in diesem Winter in vier Einsitzer-Weltcuprennen am Start gewesen. Im Doppelsitzer nahm er mit Galabin Bozew an drei Rennen teil, wobei das Duo immer den zehnten Platz erzielte. Bei der Weltmeisterschaft 2005 in Latsch fuhr Sdrawkow im Einsitzer unter 47 gewerteten Rodlern auf Rang 42 und im Doppelsitzer unter 13 gewerteten Paaren auf Rang elf. Das Doppel Sdrawkow/Bozew nahm bei der WM zusammen mit Melissa Jones und Kaj Johnson auch als kanadisch-bulgarisches Team am Mannschaftswettbewerb teil, erzielte aber nur den zehnten und letzten Platz.
In der Saison 2005/2006 nahm Sdrawkow – wie die gesamte bulgarische Mannschaft – nur an den ersten drei der sechs Weltcuprennen teil. Mit Platzierungen um Rang 35 im Einsitzer und zwei neunten sowie einem elften Platz im Doppelsitzer erzielte er ähnliche Ergebnisse wie im Vorjahr. So auch bei der Europameisterschaft 2006 in Umhausen, wo er im Einsitzer den 38. Platz unter 43 gewerteten Rodlern und im Doppelsitzer mit Galabin Bozew den zwölften und drittletzten Platz belegte. Während Galabin Bozew auch nach diesem Winter weiter an Wettkämpfen teilnahm, beendete Slatomir Sdrawkow mit Ende der Saison 2005/2006 seine Karriere.

## Erfolge
(Doppelsitzer mit Galabin Bozew)

### Weltmeisterschaften
- Latsch 2005: 42. Einsitzer, 11. Doppelsitzer, 10. Mannschaft

### Europameisterschaften
- Hüttau 2004: 44. Einsitzer, 16. Doppelsitzer
- Umhausen 2006: 38. Einsitzer, 12. Doppelsitzer

### Juniorenweltmeisterschaften
- Kindberg 2004: 33. Einsitzer, 8. Doppelsitzer

### Weltcup
- 5 Top-10-Platzierungen im Doppelsitzer
- 4 Top-35-Platzierungen im Einsitzer